# Ligne I du métro de Buenos Aires

Plan du réseau prévisionnel - En orange clair: la ligne I

La Ligne I ou Línea I du métro de Buenos Aires, capitale de l'Argentine est une ligne de métro projetée et décidée légalement, mais dont le tracé final ainsi que l'emplacement des stations qui la composent peuvent encore changer.

## Description
Son trajet nord-sud au centre-ouest de la capitale a été dessiné et pensé pour croiser et créer des correspondances avec le tracé des lignes actuelles, créant ainsi un axe transversal recoupant les lignes disposées jusqu'à ce jour en éventail.

## Première étape
- Directorio (correspondance avec la ligne )
- Rivadavia (correspondance avec la ligne )
- Pedro Goyena
- Díaz Vélez (correspondance avec la future ligne )
- Warnes
- Corrientes (correspondance avec la ligne )
- Córdoba
- Costa Rica
- Serrano (correspondance avec la ligne  et la future ligne  - en fait au niveau de la Plaza Italia).
- Palermo
- Dorrego
- Olleros
- Cañitas
- Barrancas De Belgrano
- Nuñez
- Ciudad Universitaria

## Deuxième étape
Ensuite, elle devrait se prolonger jusqu'au quartier de Belgrano et à la Cité universitaire de l'Université de Buenos Aires en empruntant l' Avenida Luis Maria Campos, avec les stations suivantes :
- Palermo (correspondance avec la ligne )
- Chenaut
- Jorge Newbery
- Teodoro García
- Virrey del Pino
- Barrancas de Belgrano